# 圣伯努瓦德卡尔莫
圣伯努瓦德卡尔莫（法語：Saint-Benoît-de-Carmaux，法語發音：[sɛ̃ bənwa də kaʁmo]，意为“卡尔莫的圣伯努瓦”）是法国奥克西塔尼大区塔恩省的一个市镇，位于卡尔莫市区西部，属于阿尔比区。

## 地理
圣伯努瓦德卡尔莫（44°3'8"N, 2°7'47"E）面积4.49 平方千米，位于法国奧克西塔尼大區塔恩省，该省份为法国南部内陆省份，北起顺时针与阿韦龙省、埃罗省、奥德省、上加龙省和塔恩-加龙省接壤。
与圣伯努瓦德卡尔莫接壤的市镇（或旧市镇、城区）包括：莫内斯蒂耶、布莱莱米讷、卡尔莫、孔布法、加博斯堡。

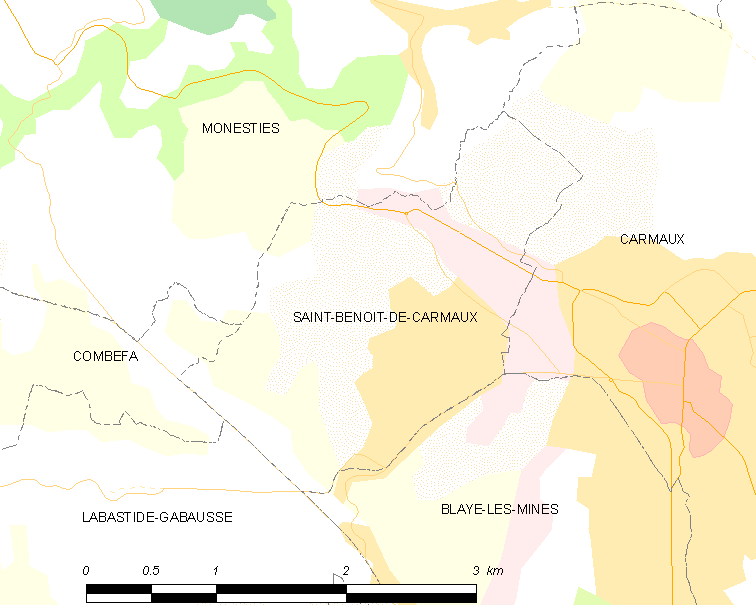
圣伯努瓦德卡尔莫的OSM定位图

圣伯努瓦德卡尔莫的时区为UTC+01:00、UTC+02:00（夏令时）。

## 行政
圣伯努瓦德卡尔莫的邮政编码为81400，INSEE市镇编码为81244。

## 政治
圣伯努瓦德卡尔莫所属的省级选区为卡尔莫第二县。

## 人口

1962-2008年间圣伯努瓦德卡尔莫人口变化图示

圣伯努瓦德卡尔莫于2022年1月1日时的人口数量为2059人。